# 22987 Rebeckaufman
22987 Rebeckaufman è un asteroide della fascia principale. Scoperto nel 1999, presenta un'orbita caratterizzata da un semiasse maggiore pari a 2,8841535 UA e da un'eccentricità di 0,0771706, inclinata di 2,16370° rispetto all'eclittica.